# Velký Luh
Velký Luh (Duits: Großloh, Nederlands letterlijk: Groot Bos) is een gemeente in de Tsjechische regio Karlsbad. De gemeente ligt op 487 meter hoogte in het Boheems Vogtland tussen de stadjes Plesná (3 kilometer naar het noorden) en Skalná (4 kilometer naar het zuiden). Velký Luh heeft een eigen spoorwegstation aan de spoorlijn Cheb - Luby.

## Geschiedenis
Velký Luh werd in 1726 gesticht. Het dorp had geen school, die lag in de naburige gemeente Křižovatka.
Aš · 
Cheb · 
Dolní Žandov · 
Drmoul · 
Františkovy Lázně · 
Hazlov · 
Hranice · 
Krásná · 
Křižovatka · 
Lázně Kynžvart · 
Libá · 
Lipová · 
Luby · 
Mariënbad (Mariánské Lázně) · 
Milhostov · 
Milíkov · 
Mnichov · 
Nebanice · 
Nový Kostel · 
Odrava · 
Okrouhlá · 
Ovesné Kladruby · 
Plesná · 
Podhradí · 
Pomezí nad Ohří · 
Poustka · 
Prameny · 
Skalná · 
Stará Voda · 
Teplá · 
Trstěnice · 
Třebeň · 
Tři Sekery · 
Tuřany · 
Valy · 
Velká Hleďsebe · 
Velký Luh · 
Vlkovice · 
Vojtanov · 
Zádub-Závišín